# Jerzy Kondracki

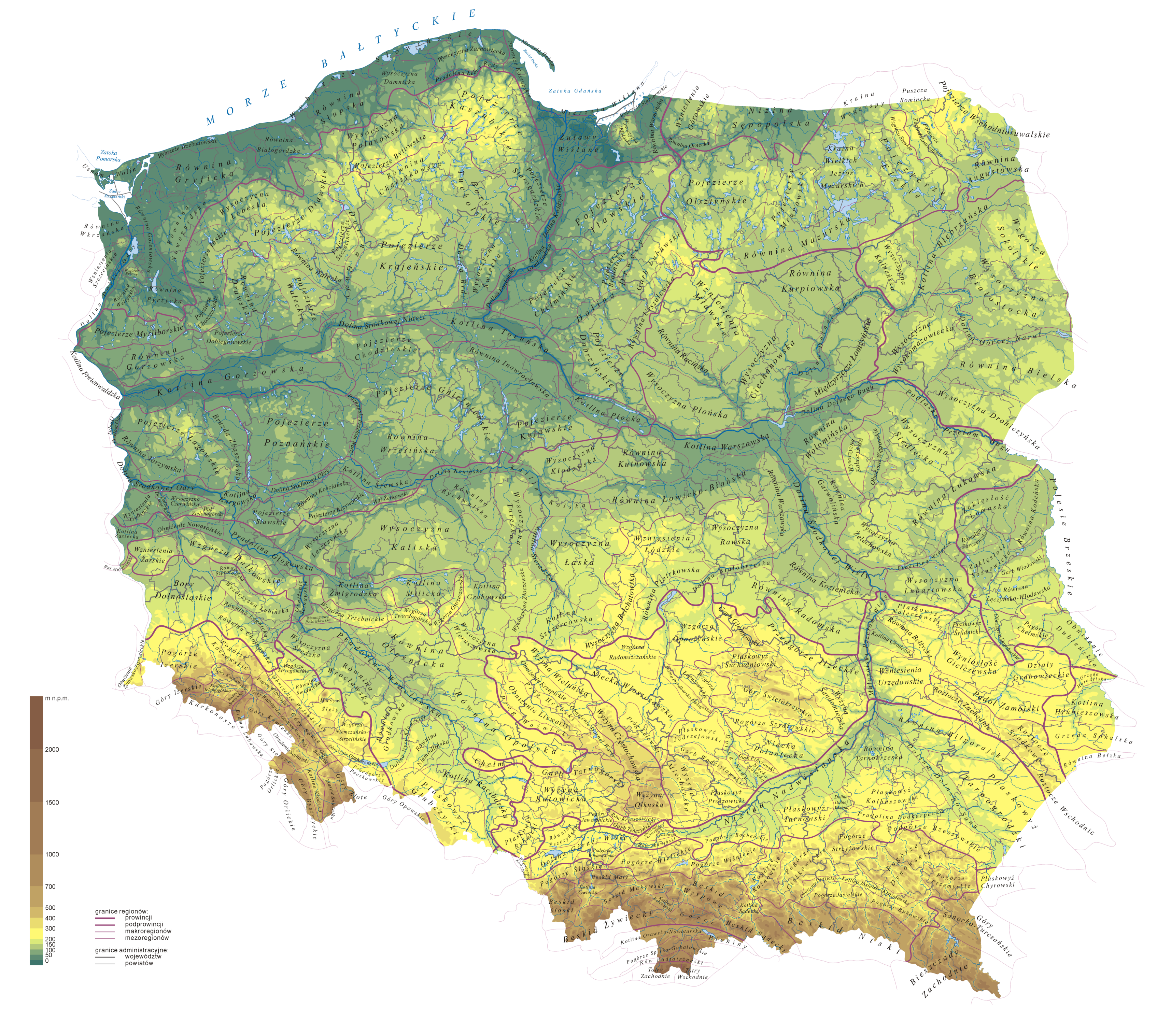
Mapa mezoregionów fizycznogeograficznych Polski Jerzego Kondrackiego na tle ukształtowania terenu i podziału administracyjnego

Jerzy Aleksander Kondracki (ur. 1 listopada 1908 w Warszawie, zm. 13 kwietnia 1998 koło Villach) – polski geograf, profesor Uniwersytetu Warszawskiego, autor najbardziej znanej regionalizacji fizycznogeograficznej Polski.
Zajmował się przede wszystkim geografią fizyczną i kartografią. Wprowadził i rozwinął w Polsce kompleksowy kierunek badań środowiska przyrodniczego, był uznanym autorytetem w dziedzinie regionalizacji fizycznogeograficznej, miał znaczące dokonania na polu geomorfologii, hydrologii, paleogeografii, kartografii oraz metodologii geografii fizycznej i regionalnej.
Jako przedstawiciel Polski brał udział w pracach grupy ekspertów ONZ zajmującej się standaryzacją nazw geograficznych. W latach 1977–1985 i 1987–1997 przewodniczył Komisji Standaryzacji Nazw Geograficznych poza Granicami Polski (do 1984 pod nazwą Komisja Standaryzacji Nazw Geograficznych Świata).
Był także długoletnim działaczem Polskiego Towarzystwa Geograficznego i Komitetu Historii Nauki i Techniki Polskiej Akademii Nauk.

## Życiorys
Urodził się w Warszawie, w rodzinie nauczycielskiej. Był uczniem Gimnazjum Władysława IV w Warszawie i harcerzem w działającej tam 17 Warszawskiej Drużynie Harcerskiej, dzięki której – jak opowiadał później – poznał i polubił geografię.
Studiował geografię na Wydziale Filozoficznym Uniwersytetu Warszawskiego. Studia ukończył w 1931 r. Od 1933 r. był asystentem w Zakładzie Geograficznym UW; w 1938 przyznano mu stopień doktora za pracę „Studia nad morfologią i hydrografią Pojezierza Brasławskiego”.
W czasie II wojny światowej przebywał w niewoli niemieckiej, w obozie jenieckim Oflag II C w Woldenbergu (obecnie Dobiegniew). W obozie prowadził wykłady geografii dla jeńców.
W 1945 wrócił do Warszawy, gdzie podjął pracę jako adiunkt w Zakładzie Geograficznym UW. W 1952 r. objął Katedrę Geografii Fizycznej w nowo powstałym Instytucie Geograficznym UW. W roku następnym został dziekanem Wydziału Biologii i Nauk o Ziemi UW. W 1954 r. nadano mu tytuł profesora nadzwyczajnego, a w 1969 r., profesora zwyczajnego. W 1970 r. został dyrektorem Instytutu Geografii UW, samodzielnej jednostki na prawach wydziału (utworzonej w poprzednim roku). Gdy w 1977 r. powstał Wydział Geografii i Studiów Regionalnych UW, Jerzy Kondracki został dyrektorem Instytutu Nauk Fizykogeograficznych na wydziale.
Zginął w dziewięćdziesiątym roku życia podczas samotnej wędrówki w Alpach, w okolicach Klagenfurt am Wörthersee, w pobliżu granicy włoskiej. Spoczywa na cmentarzu Powązkowskim (kwatera 29 wprost-6-3/4).

## Upamiętnienia
W 1999 ustanowiono medal imienia Jerzego Kondrackiego, przyznawany za zasługi dla Wydziału Geografii i Studiów Regionalnych UW. Decyzję o przyznaniu medalu podejmuje rada wydziału.